# Église Sainte-Thérèse de Villejuif
L'église Sainte-Thérèse de l'Enfant Jésus est une église catholique paroissiale située au nord de Villejuif, dans le Val-de-Marne, en France. Cette église dédiée à sainte Thérèse de l'Enfant-Jésus est construite en 1934 dans le cadre des Œuvres des Chantiers du Cardinal et sous la pression du bienheureux Vladimir Ghika.

## Historique

### Origine
En 1926, le prêtre Vladimir Ghika souhaite « aller vivre dans un coin de la banlieue parisienne, là où l’absence de Dieu est la plus sensible ». Encouragé par Mgr Emmanuel Chaptal, évêque auxiliaire de Paris, qui lui met à disposition un petit terrain de la banlieue sud de Villejuif, il y érige une cabane en bois, qui sert ensuite de chapelle de fortune. 
Sous son influence, l'Œuvre des Chantiers du Cardinal entreprend la construction d'une église « en dur ». Initialement prévue dans le même secteur, elle est finalement érigée rue des Sorrières — actuelle rue Sacco-et-Vanzetti — et dédiée à sainte Thérèse de Lisieux, à qui le père Ghica voue une grande affection. Inaugurée en 1934, elle accède au rang d'église paroissiale en 1949 et devient ainsi le siège de la paroisse Sainte-Thérèse de l'enfant Jésus et de la Sainte Face,.

### Affaire Sid Ahmed Ghlam
Le 19 avril 2015, un étudiant, Sid Ahmed Ghlam, est arrêté fortuitement après un meurtre, alors qu'il projette de commettre un attentat à l'arme à feu dans cette église ainsi qu'en l'église Saint-Cyr-Sainte-Julitte pendant la messe dominicale,. L'examen de son ordinateur révèle qu'il prévoyait également de s'en prendre à la basilique du Sacré-Cœur de Montmartre, à Paris. La ville de Villejuif avait déjà été la cible d'un terroriste, Amedy Coulibaly, lors des attentats de janvier 2015 en France. Il s'agissait cette fois-là de l'explosion d'une voiture.

## Description

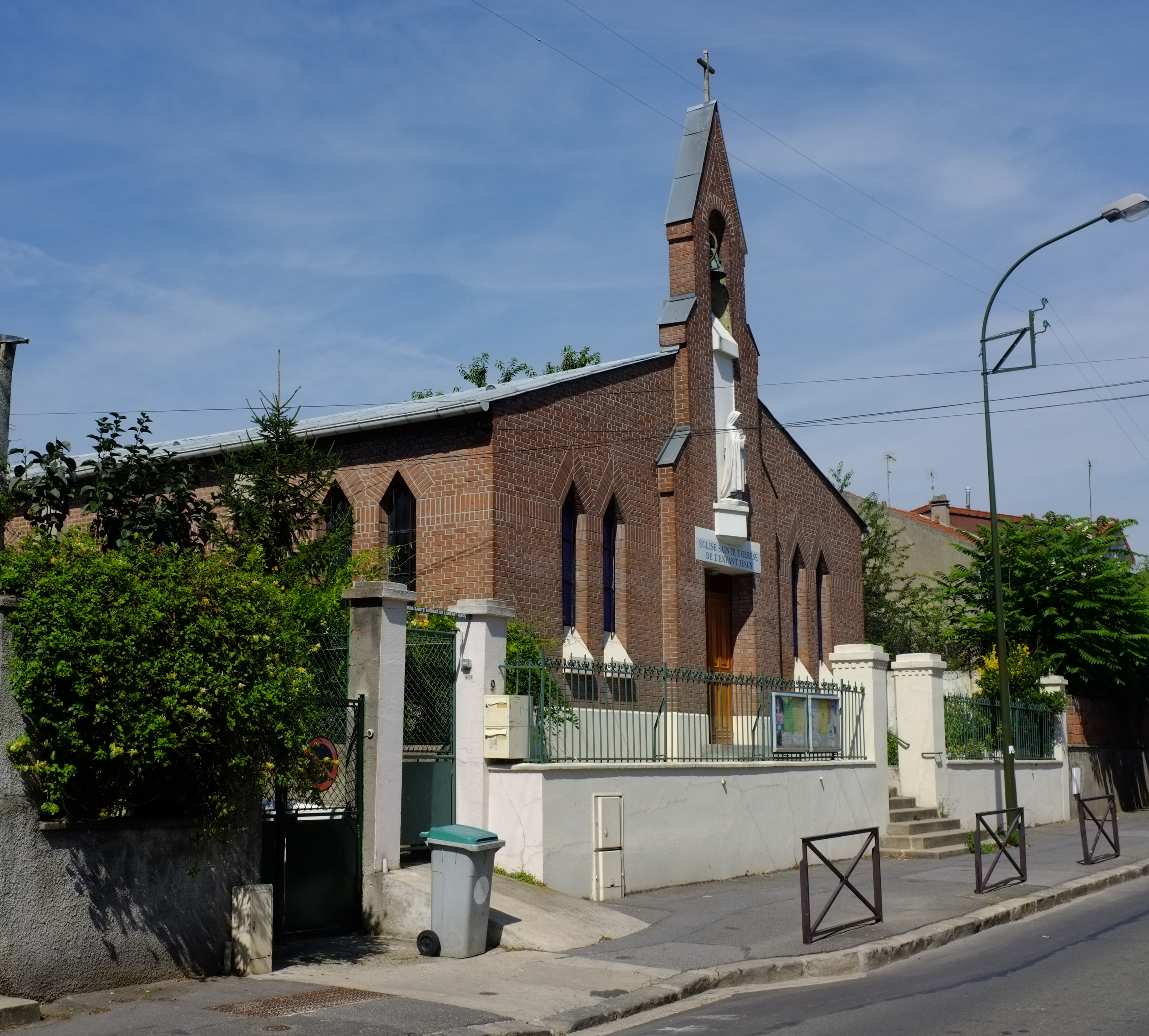
L'église Sainte-Thérèse en 2012.

L'édifice est une œuvre de l'architecte Charles Venner. Le plan de l'église est allongé, son chevet est plat et sa façade antérieure surmontée d'une baie, elle-même surmontée d'un campanile à une cloche. Elle est en briques et son toit est couvert de tuiles à emboîtement. Les fresques réalisées par Henri de Maistre en 1947 sont recouvertes d'un badigeon en 1963.